# 전북특별자치도교육청과학교육원
전북특별자치도교육청과학교육원(全北特別自治道敎育廳科學敎育院)은 지방교육자치에 관한 법률 제32조에 따라 과학교육 연구활동을 지원하고 학생 과학교육과 과학의 생활화를 위하여 전북특별자치도교육청 산하에 설치된 소속기관이다.